# Whatever Happened to Benny Santini?
Whatever Happened to Benny Santini? è il primo album in studio del chitarrista britannico Chris Rea, pubblicato nel 1978.

## Tracce
1. Whatever Happened to Benny Santini? – 4:22
2. The Closer You Get – 3:31
3. Because of You... – 3:57
4. Dancing with Charlie – 3:52
5. Bows and Bangles – 3:58
6. Fool (If You Think It's Over) – 4:47
7. Three Angels – 3:26
8. Just One of Those Days – 2:40
9. Standing in Your Doorway – 3:53
10. Fires of Spring – 3:54